# Gema esculpida

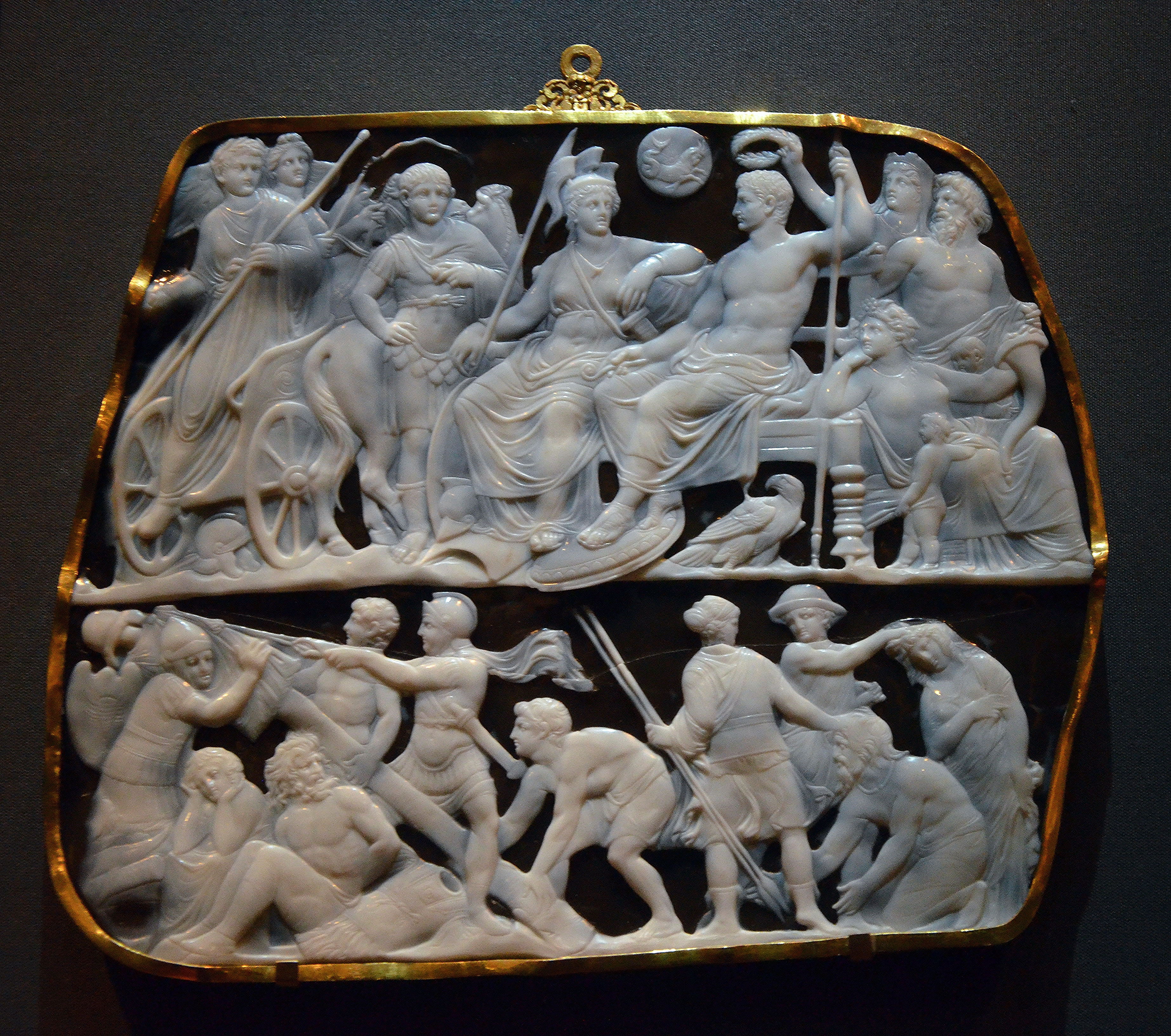
A famosa Gema Augusteia, uma peça romana antiga esculpida em duas camadas de ônix (19 x 23 cm)

Gema esculpida ou gema gravada, frequentemente chamada de intaglio, é uma gema pequena e geralmente semipreciosa que foi esculpida (cinzelada), geralmente com imagens ou inscrições em apenas uma das faces na tradição ocidental. As escultura de gemas era uma das formas de arte mais luxuosas na Antiguidade e continuou importante em períodos posteriores. As três mais importantes coleções europeias de gemas esculpidas pós-clássicas são o Cabinet des Médailles, da Biblioteca Nacional de Paris, a coleção Habsburgo, em Viena, e a coleção do Museu Britânico, em Londres.
"Glípticos" ou "arte glíptica" são um subconjunto das gemas esculpidas, geralmente incluindo pequenos selos cilíndricos e inscrições, especialmente num contexto arqueológico. Embora eles tenham sido fervorosamente colecionados na Antiguidade, a maioria das gemas esculpidas originalmente serviam como selos (ou sinetes), geralmente montadas em anéis. Isto porque desenhos esculpidos são mais fáceis de visualizar pelo destinatário de uma correspondência como uma impressão em cera endurecida. Um selo finamente esculpido era prático e dificultava falsificações — uma assinatura pessoal claramente distinguível era virtualmente inexistente na Antiguidade.
Estritamente falando, "esculpir" significa "gravar in intaglio" (com o desenho recortado no fundo plano da gema), mas altos-relevos (com o desenho se projetando "para fora" do fundo, como no caso de quase todos os camafeus) também estão cobertos pelo termo. Neste artigo, a palavra "camafeu" é utilizada no seu sentido estrito, denotando uma gravura explorando as camadas de diferentes cores da gema. Referências a gemas e intaglios antigos em um contexto de joalheria quase sempre é uma referência a gemas esculpidas ao passo que para escultura monumental, contrarrelevo geralmente tem o mesmo significado que intaglio e é geralmente o termo preferido. Vasilhames, como a Taça dos Ptolomeus e cabeças ou figuras esculpidas num formato circular são também conhecidas como "esculturas em pedra dura" (em italiano:  pietre dure).

## História
A técnica da escultura em gemas tem uma tradição muito antiga no Oriente Médio e está representada em todas ou quase todas as primeiras culturas da região; o mesmo ocorre com a civilização do Vale do Indo. O selo cilíndrico, cujo desenho só aparece quando é rolado sobre argila molhada (um precursor do anel sinete) era a forma padrão de assinatura na Mesopotâmia, Assíria e outras culturas e dali se espalhou para o mundo minoico, incluindo partes da Grécia e Chipre. Eles eram feitos de vários tipos de pedra, nem todas elas pedras duras. A tradição grega emergiu na arte da Grécia Antiga sob influência minoica na cultura heládica no continente e alcançou um apogeu de refinamento e sutileza no período helenístico. Os selos do Egito pré-helênico tendem a ter inscrições em hieróglifos ao invés de imagens. O Livro do Êxodo bíblico descreve o hoshen, uma couraça peitoral vestida pelo sumo-sacerdote decorada com doze gemas esculpidas com os nomes das doze tribos de Israel.

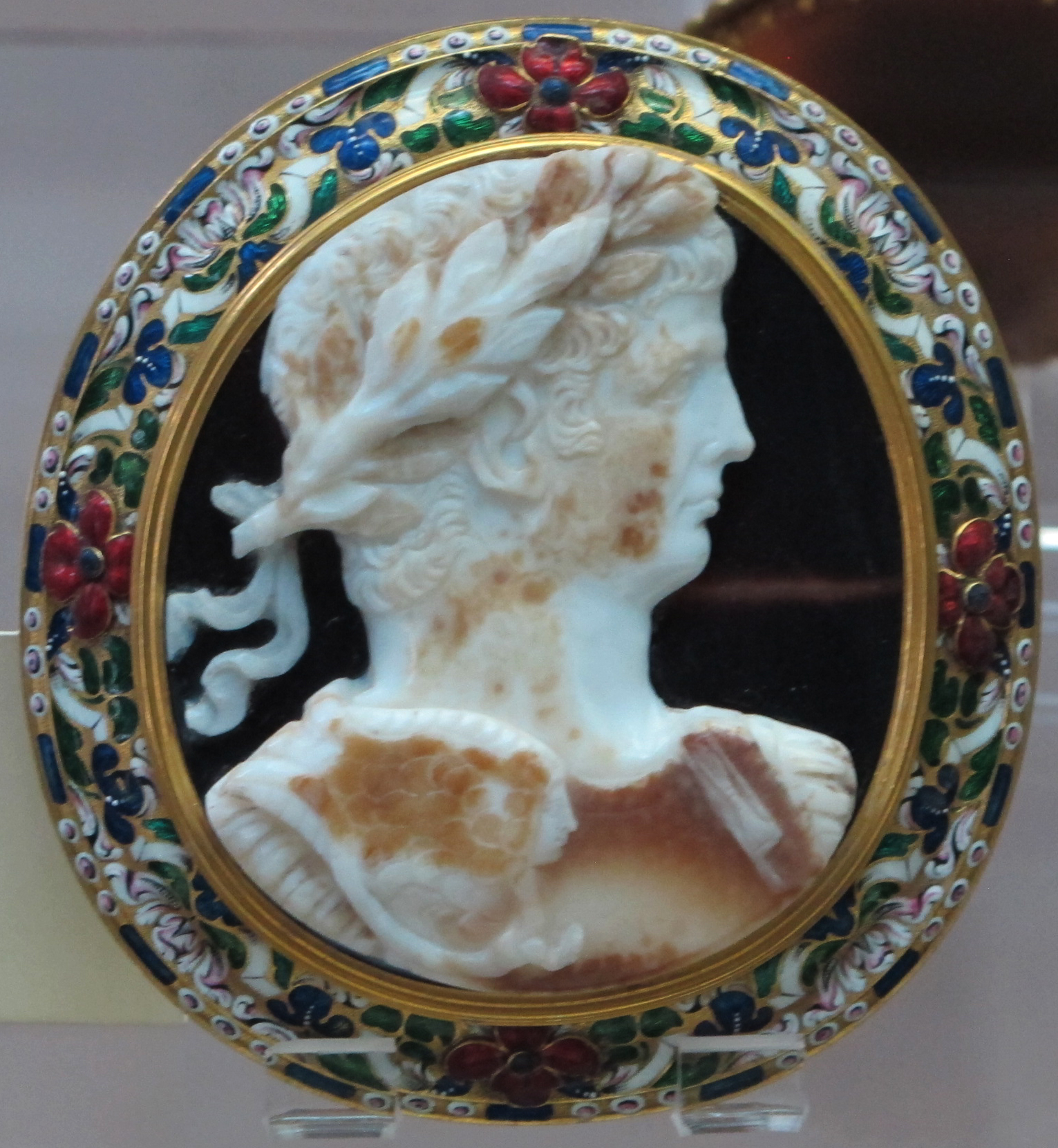
Camafeu do imperador romano Cláudio em calcedônia no Cabinet des Médailles de Paris

Gemas gregas arredondadas ou ovais (assim como objetos similares em osso e marfim) foram encontrados a partir dos séculos VIII e VII a.C., geralmente com desenhos de animais em energéticas poses geométricas e frequentemente com bordas marcadas por pontos ou um anel. Exemplos mais antigos foram esculpidos geralmente em pedras mais moles. Gemas do século VI a.C. são com maior frequência ovais ("lenticulares") com um escaravelho no fundo (no passado este tipo era conhecido como "scarabeus") e figuras humanas, divinas ou animais; esta forma foi aparentemente aprendida na Fenícia. As formas são sofisticadas para o período apesar do geralmente diminuto tamanho das gemas. No século V a.C., as gemas se tornaram algo maiores, mas ainda tinham apenas 2-3 centímetros de altura. Apesar disto, o desenho apresenta detalhes muito finos, incluindo os cílios numa cabeça masculina, possivelmente um retrato. Quatro gemas assinadas por Dexamenos de Quio são as mais finas do período, duas delas com desenho de garças.
Escultura em relevo se tornou comum na Grécia do século V a.C. e gradualmente a maioria das mais espetaculares gemas esculpidas na tradição ocidental eram esculpidas em relevo, apesar de os sassânidas e outras tradições tenham se mantido fiéis ao formato intaglio. Geralmente uma imagem em relevo é mais impressionante que uma em intaglio. Na forma mais antiga, o destinatário de um documento percebia isto na impressão deixada na cera endurecida utilizada para selá-lo, ao passo que nos relevos posteriores era geralmente o dono do selo que o guardava consigo, provavelmente marcando a emergência de gemas criadas para ser colecionadas ou vestidas como jóias ou pingentes em colares ao invés de sinetes — as gemas mais modernas eram grandes demais para serem utilizadas para selar correspondências. Porém, inscrições ainda eram geralmente gravadas em reverso ("escrita espelhada") de forma que elas só se tornavam legíveis em impressões (ou vistas pelo verso em gemas transparentes). Este aspecto também explica parcialmente o hábito de colecionar as impressões em gesso ou cera dessas gemas, muito mais fáceis de apreciar do que o original na gema.
O camafeu, que é bastante raro na forma de intaglio, parece ter chegado à Grécia por volta do século III; a Taça Farnese é o único grande exemplo helenístico sobrevivente (dependendo da data aceita para o Camafeu Gonzaga — veja abaixo), mas outras imitações em pasta de vidro com retratos sugerem que camafeus na forma de gemas eram de fato produzidos neste período. As conquistas de Alexandre, o Grande, abriram novas rotas comerciais para o mundo grego e aumentaram a gama de gemas disponíveis.
As gemas romanas geralmente continuaram os estilos helenísticos e podem ser difíceis de datar até que sua qualidade abruptamente declinou no final do século II. Filósofos são geralmente as figuras mais populares: Cícero faz referência a pessoas ostentando a efígie de seus preferidos em suas taças e anéis. Os romanos inventaram o vidro camafeu, mais conhecido por causa do Vaso Portland, como uma forma mais barata para camafeus e uma que permitia a existência de camadas consistentes e previsíveis em objetos perfeitamente redondos.
Durante a Idade Média europeia, gemas esculpidas antigas eram uma forma de arte clássica muito apreciada e uma grande quantidade de gemas antigas (o total exato é desconhecido), ao contrário de outras formas de arte antiga, jamais foram soterradas e depois redescobertas. Gemas eram utilizadas para decorar rebuscadas obras de ourivesaria, como coroas votivas, capas de livros e crucifixos, por vezes de forma muito pouco apropriada dado o tema abordado pela gema. Matthew Paris ilustrou diversas gemas de propriedade da Abadia de Santo Albano, incluindo um grande camafeu do período romano tardio chamado "Kaadmau" que era utilizado para induzir partos atrasados — ele era lentamente descido pelo decote da mãe pela sua corrente enquanto se fazia uma oração a Santo Albano, pois acreditava-se que o bebê fugiria para baixo para escapar dele, uma crença em acordo com as visões do "pai da mineralogia", Georgius Agricola (1494–1555) a respeito do jaspe. Algumas gemas eram gravadas, especialmente cenas religiosas em intaglio, neste período, tanto no Império Bizantino quanto na Europa.
No ocidente, a produção de gemas recomeçou a partir do período carolíngio, quando o cristal de rocha era o material mais comum. O Cristal de Lotário (ou "Crista de Susana", no Museu Britânico, com 11,5 cm de diâmetro), que claramente não era utilizado como sinete, é a mais conhecida das vinte grandes gemas em intaglio carolíngeas sobreviventes com cenas figurativas complexas, a maioria das quais utilizada, de fato, como sinetes. Diversos cristais foram projetados, assim como o Cristal de Susana, para serem admirados através da gema pelo lado não esculpido, o que permitia que suas inscrições fossem lidas diretamente. Em testamentos e inventários, gemas esculpidas eram geralmente citadas no topo da lista de tesouros mais valiosos.
Algumas gemas foram esculpidas no sul da Itália num estilo que evocava incrivelmente o clássico para a corte de Frederico II do Sacro Império Romano-Germânico na primeira metade do século XIII, várias delas preservadas no Cabinet des Médailles em Paris. Neste mesmo período, a igreja liderou o desenvolvimento de grandes matrizes metálicas de sinetes, geralmente de dupla-face, para selos em cera que ficavam permanentemente anexados a cartas de concessão e documentos legais similares pendurados em barbantes; apesar disto, selos circulares menores que eram quebrados quando uma carta era aberta continuaram em uso. Não se sabe, porém, em que extensão essa prática era uma continuação ou não de costumes mais antigos.

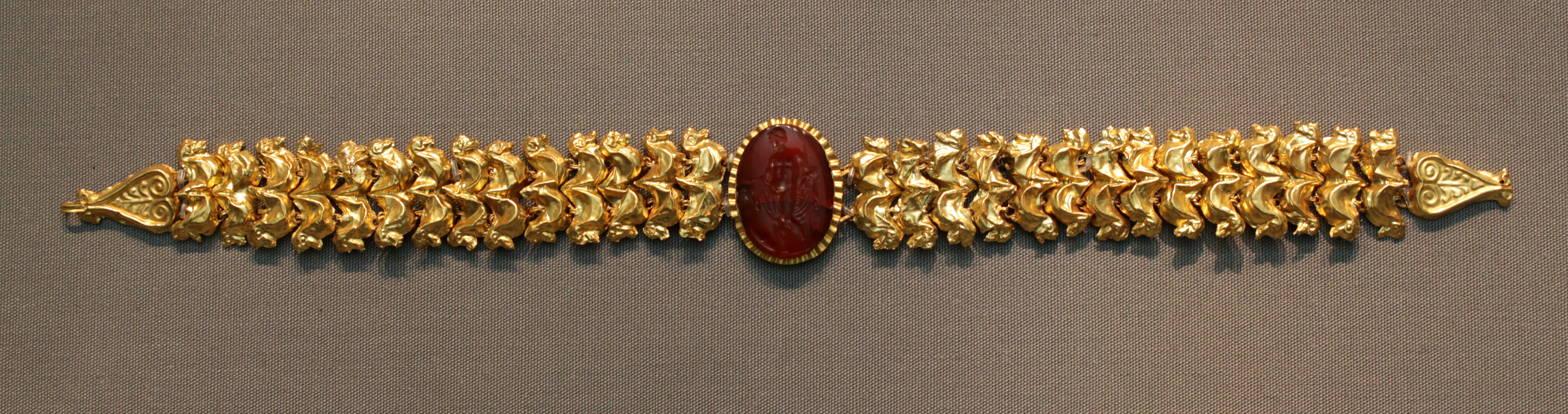
Antiga gema esculpida romana montada numa joia em ouro

## Renascimento

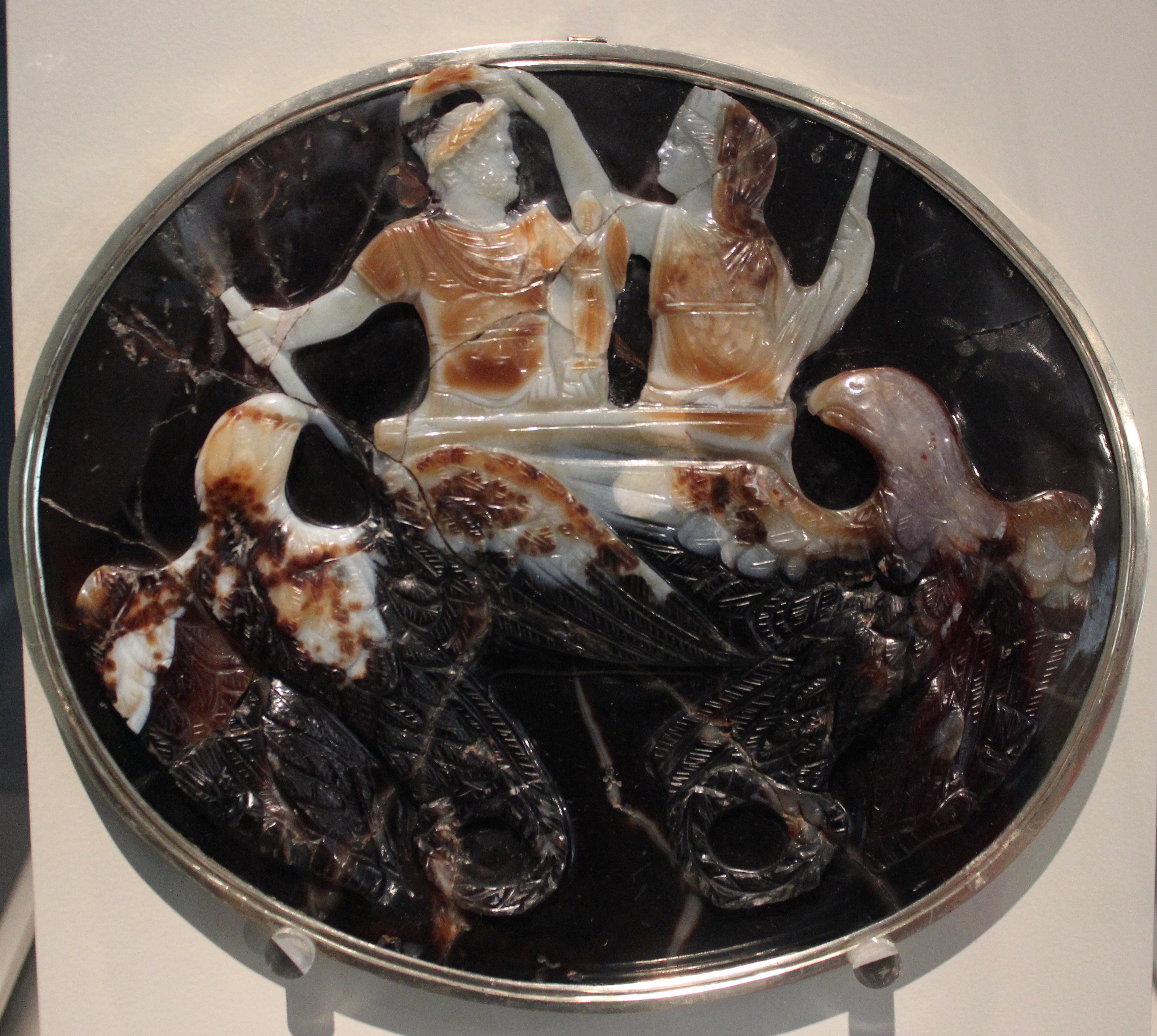
Camafeu de Adriano, parte da coleção berlinense

As cortes medievais tardias francesas e burgúndias colecionavam e encomendavam novas gemas esculpidas e começaram a utilizá-las para retratos pessoais. O Museu Britânico, por exemplo, preserva uma gema que provavelmente é o retrato de João, duque de Berry sentado em intaglio numa safira e o Hermitage abriga um camafeu da cabeça de Carlos VII da França.
O interesse por estas gemas reacendeu no início do Renascimento italiano, especialmente na República de Veneza, que rapidamente se tornou um importante centro de produção. Juntamente com as estátuas e sarcófagos romanos que passaram a ser escavados e procurados, gemas antigas eram importantes fontes de inspiração para artistas ansiosos por recuperar o vocabulário figurativo clássico. Cópias moldadas em bronze dessas gemas eram feitos e circulavam por toda a Itália e, mais tarde, pela Europa.. Entre os muitos exemplos de inspiração que podem ser recuperados com segurança, a gema "Felix" ou "Diomedes", de propriedade de Lourenço, o Magnífico (veja abaixo), com uma pose pouco usual, foi copiada por Leonardo da Vinci e pode ter sido o "ponto de partida" para um dos ignudi ("nus") de Michelângelo no teto da Capela Sistina. Outra das gemas de Lourenço inspirou, através de um desenho de Perugino, uma pose utilizada por Rafael.
No século XVI, gemas esculpidas e gravadas eram avidamente colecionadas por toda a Europa para seções específicas de gabinetes de curiosidades e sua produção mais uma vez aumentou. Escultores desta época, trabalhando com os mesmos tipos de sardônica e outras pedras duras e utilizando virtualmente as mesmas técnicas, produziram obras de estilo clássico de arte glíptica, geralmente pretendidas como falsificações, em tamanha quantidade que acabaram comprometendo o mercado para elas, como observou Gisela Richter em 1922. Mesmo atualmente, Sir John Boardman admite que "por vezes estamos perdidos sobre se o que estamos admirando pertence ao século I ou XV, uma triste confissão para qualquer historiador da arte".. Outras gemas renascentistas revelam sua data ao representarem cenas mitológicas derivadas da literatura que não eram parte do repertório visual clássico ou inspiradas em pinturas renascentistas e também por utilizarem "composições com mais figuras do que qualquer escultor antigo teria tolerado ou tentado". Entre os artistas, o rico pintor Rubens era um ávido colecionador.

## Tradições paralelas
Gemas esculpidas são citadas na Bíblia, especialmente quando o hoshen e o ephod vestidos pelo sumo-sacerdote são descritos, apesar de estas gemas terem sido inscritas com os nomes das doze tribos de Israel em letras e não em imagens. Umas poucas gemas claramente judaicas sobreviveram do mundo clássico, incluindo da Pérsia, a maioria com o nome do proprietário em hebreu, mas com alguns símbolos como a menorá. Muitas gemas foram esculpidas no mundo islâmica, a totalidade delas com versos do Corão. Gemas deste tipo são muito mais raras na tradição ocidental.

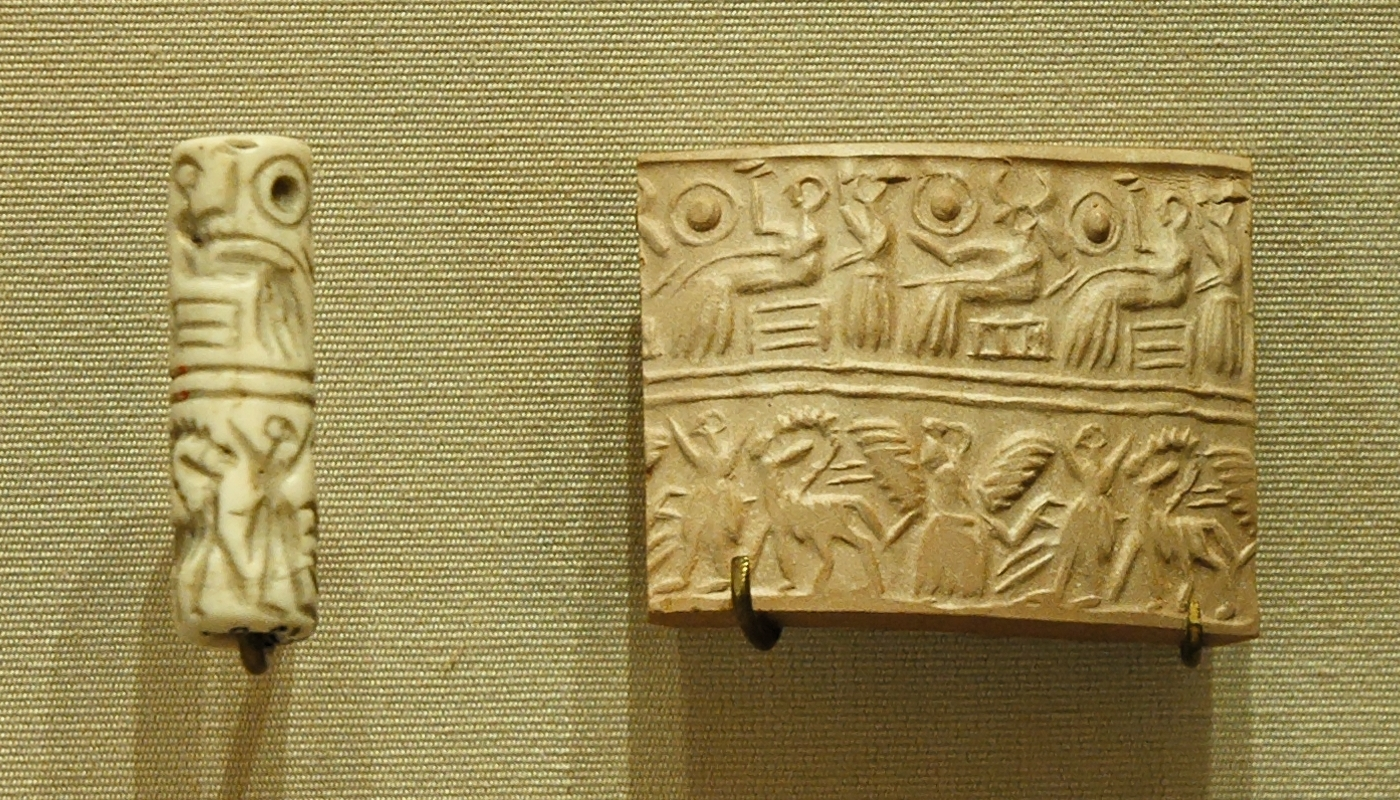
Um antigo selo cilíndrico e sua impressão

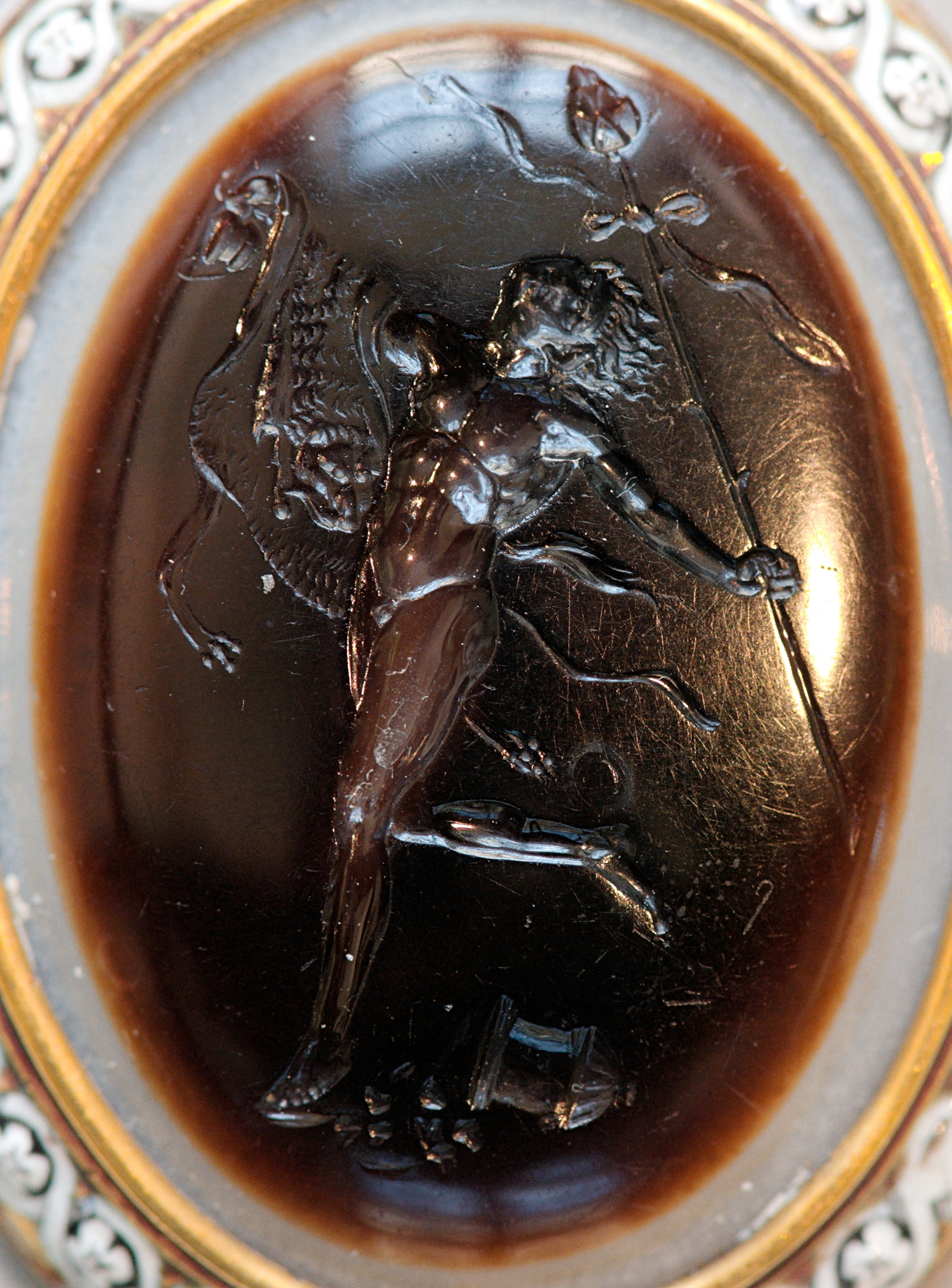
Sátiro dançante num anel sinete

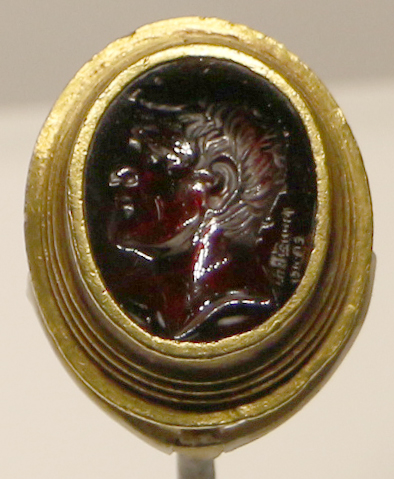
Anel sinete grego

Muitas culturas asiáticas e do Oriente Médio tem suas próprias tradições, embora a importante tradição chinesa de gemas esculpidas, por exemplo, especialmente da escultura em jade, é mais ampla que a europeia, focada na escultura de faces planas de pedras para posterior montagem em um anel. Gravura em selos é a escultura da imagem que é impressa por pressão, quase sempre textos, no sinete. Outras decorações neste sinete em si geralmente não tinham o objetivo de serem reproduzidas e são únicas.

## Iconografia
A iconografia as gemas é similar ao das moedas, mas mais variada. As gemas mais antigas representam animais. Deuses, sátiros e cenas mitológicas eram comuns, assim como estátuas famosas — grande parte do conhecimento moderno das poses de estátuas de culto gregas hoje perdidas, como a Atena Promacos, vêm dos estudo destas gemas, que geralmente têm imagens mais claras que as moedas, a outra fonte para este tipo de estudo. Uma gema provavelmente do século VI a.C. já mostra Ájax cometendo suicídio com seu nome inscrito. A história de Hércules era, como em outras formas de arte, a fonte mais comum de temas narrativos. Uma cena que pode ter sido o tema de uma gema arcaica primitiva e certamente aparece em exemplos do século VI a partir do final do período arcaico.
Retratos de monarcas são encontrados a partir do período helenístico, mas, como eles não estão geralmente identificados por inscrições; muitos deles permanecem desconhecidos. No período imperial romano, retratos da família imperial eram frequentemente produzidos para o círculo da corte e muitos deles sobreviveram, especialmente muitos espetaculares camafeus da época de Augusto. Como objetos particulares produzidos sem dúvida por artistas treinados na tradição das monarquias helenísticas, sua iconografia é menos inibida do que a arte pública estatal do período, especialmente ao revelar atributos divinos e assuntos sexuais. A identidade e a interpretação das figuras na Gema Augusteia permanece incerta. Diversas gemas do mesmo período contém cenas aparentemente do épico perdido sobre o saque de Troia, dentre as quais o mais importante é de autoria de Dioscurides (Chatsworth House).
Gemas do Renascimento e posteriores permanecem dominadas pelo repertório helenístico de temas, apesar de retratos em estilos contemporâneos também tenham sido produzidos.

## Técnica

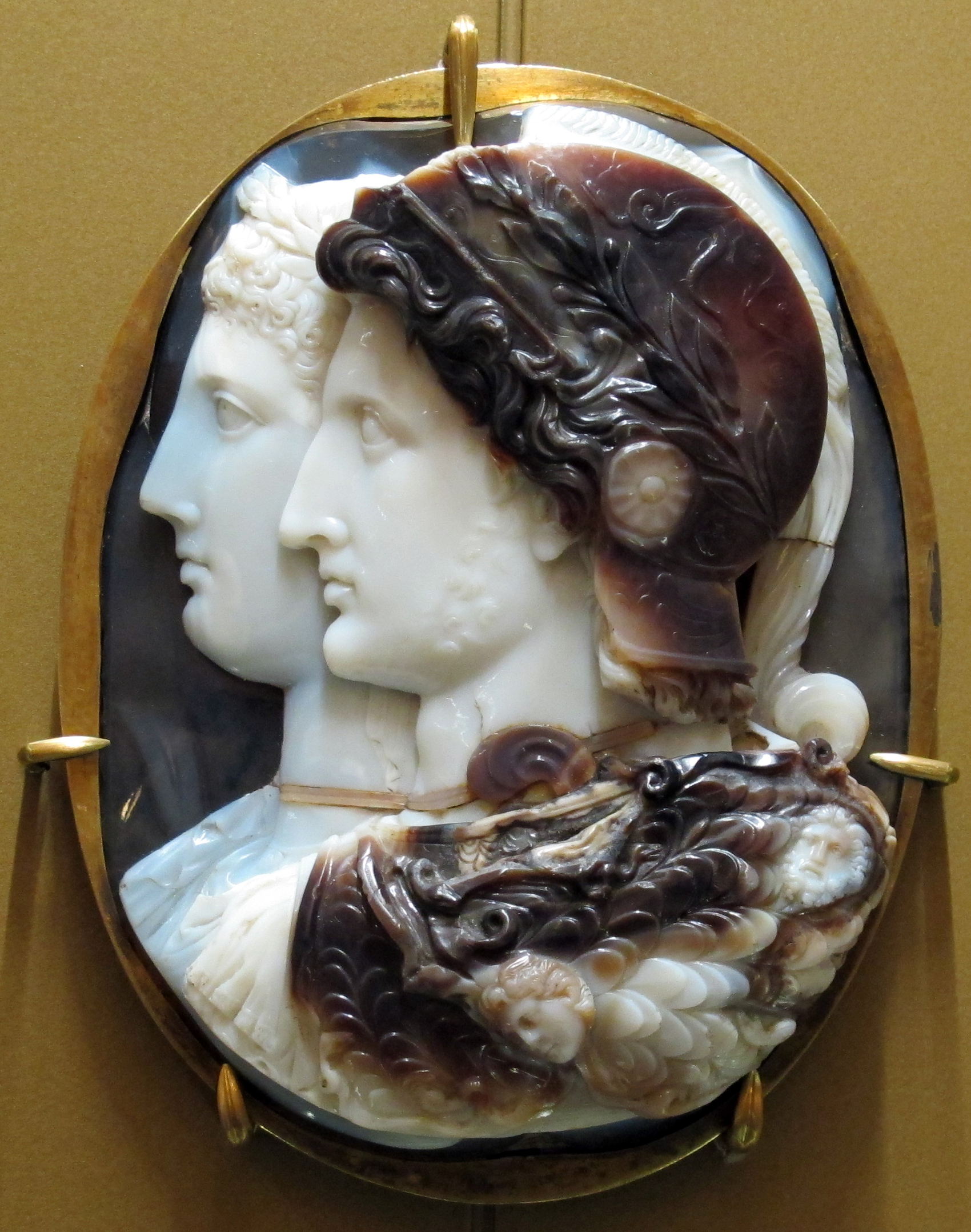
Camafeu Gonzaga, esculpido em sardônica indiana (15,7 x 11,8 cm)

As gemas eram primordialmente recortadas de pedras maiores e mais duras utilizando um pó abrasivo em conjunto com uma broca manual, provavelmente montada num torno. Desde a Antiguidade, o esmeril tem sido minerado por causa de seu poder abrasivo na ilha de Naxos, por exemplo. Alguns dos mais antigos tipos de sinete eram recortados à mão sem o uso de brocas, o que não permitia nenhum detalhe mais fino. Neste período também não há evidências do uso de nenhum tipo de lente de aumento. Escultores bizantinos utilizavam um disco de bordas planas numa broca para trabalhos em intaglio ao passo que os carolíngeos utilizavam brocas de ponta arredondada, mas não se sabe onde essa técnica foi aprendida. Um guia de técnicas de escultura em gemas medieval de autoria de Teófilo Presbítero sobreviveu, o que permitiu um certo nível de entendimento sobre a metodologia utilizada.
Em gemas esculpidas em intaglio pelo menos, a superfície escavada geralmente permanece bem preservada e um exame microscópico geralmente permite revelar a técnica utilizada. A cor das várias gemas geralmente podia ser realçada utilizando métodos artificiais, como calor, açúcar e corantes e muitos deles parecem ter sido utilizados desde a Antiguidade — desde pelo menos o sétimo milênio a.C. no caso do calor.

## Colecionadores
A lista de colecionadores famosos de gemas começa com o rei Mitrídates VI do Ponto (m. 63 a.C.), cuja coleção fez parte do butim amealhado por Pompeu, o Grande, que doou-o para o Templo de Júpiter em Roma.. Júlio César estava determinado a ultrapassar Pompeu nesta e em outras áreas e posteriormente doou seis coleções para o seu próprio Templo de Vênus Genetrix, no Fórum de César. Segundo Suetônio, gemas estavam entre suas várias paixões de colecionador. Muitos imperadores também colecionaram gemas. Nos capítulos 4 a 6 do livro XXXVII da "História Natural", Plínio provê um sumário da tradição greco-romana de colecionar gemas. Segundo ele, Marco Emílio Escauro, pretor em 56 a.C., foi o primeiro colecionador romano.
Assim como em períodos posteriores, objetos esculpidos num formato redondo a partir de pedras semipreciosas eram consideradas na mesma categoria; atualmente são conhecidas como esculturas em pedra dura. Uma das maiores, a Taça dos Ptolemeus, foi provavelmente doada para a Basílica de Saint-Denis, perto de Paris, por Carlos, o Calvo, como atestava a inscrição em seu antigo suporte de ouro incrustado de joias da época carolíngia; é possível que tenha pertencido ao próprio Carlos Magno. Uma das melhores coleções deste tipo de vasilhames, apesar de a maioria sem nenhum tipo de decoração esculpida, foi saqueada de Constantinopla durante a Quarta Cruzada e está atualmente no tesouro da Basílica de São Marcos em Veneza. Muitos destes objetos ainda estão com seus suportes medievais, que os adaptavam para uso litúrgico em igrejas. Assim como a Taça dos Ptolemeus, a maior parte destes objetos nos museus europeus não tem mais estes suportes quando se tornaram objetos de interesse classicista a partir do Renascimento ou quando eles foram removidos para o reaproveitamento de seus materiais valiosos (ouro e jóias), como foi o caso de muitos durante a Revolução Francesa.
A coleção de 827 gemas esculpidas do papa Paulo II, que incluía a gema "Felix" representando Diomedes com o Paládio, foi adquirida por Lourenço, o Magnífico, da família Médici. A coleção Médici incluía muitas outras gemas e era muito famosa, muito mais valorizada em seu inventário do que seus vários Botticellis. De maneira parecida com o colecionadores chineses, Lourenço determinou que todas as suas gemas tivessem seu nome gravado nelas.
O Camafeu Gonzaga passou pelas mãos de uma série de coleções famosas antes de terminar no Hermitage. Sua presença é atestada primeiro na coleção de Isabella d'Este e dali passou para os duques de Mântua, da família Gonzaga, para o imperador Rodolfo II do Sacro Império Romano-Germânico, a rainha Cristina da Suécia, o cardeal Décio Azzolini, o duque de Bracciano, Lívio Odescalchi, e finalmente o papa Pio VI. Depois, Napoleão levou a peça para Paris e a imperatriz Josefina a presenteou ao czar Alexandre I da Rússia depois da queda do marido como um sinal de boa-fé. Ainda está em disputa se a peça é um original alexandrino do século III a.C. ou uma imitação júlio-claudiana no estilo do século I.
Três dos maiores camafeus da Antiguidade foram criados para membros da dinastia júlio-claudiana e aparentemente sobreviveram nas mãos de colecionadores desde então, sem jamais terem sido perdidas e depois recuperadas em escavações. A grande Gema Augusteia apareceu pela primeira vez em 1246 no tesouro da Basílica de Saint-Sernin, em Toulouse. Em 1533, o rei Francisco I da França se apropriou dela e a levou para Paris, de onde ela desapareceu por volta de 1590. Não muito depois, ela foi vendida ilegalmente por 12 000 moedas de ouro par ao imperador Rodolfo II. Ela permaneceu em Viena e se juntou à igualmente famosa Gema Cláudia. A maior gema plana gravada da Antiguidade é o Grande Camafeu da França, que entrou (ou re-entrou) para a coleção real francesa em 1791 vinda do tesouro da Sainte-Chapelle, onde ela já estava pelo menos desde 1291.
Na Inglaterra, uma falsa aurora do hábito de colecionar gemas foi representado pela compra por Henrique Frederico, príncipe de Gales, do gabinete do antiquário flamengo Abraham Gorlaeus em 1609 e gemas esculpidas estavam entre as antiguidades amealhadas por Thomas Howard, 21º earl de Arundel. Mais tarde no mesmo século, William Cavendish, 2.º Duque de Devonshire, iniciou uma coleção de gemas ainda conservada em Chatsworth. No século XVIII, um gabinete de gemas mais importante foi iniciado por Henry Howard, 4º Conde de Carlisle, aconselhado por Francesco Maria Zanetti e Francesco Ficoroni; 170 de suas gemas, tanto clássicas quanto pós-clássicas, foram compradas em 1890 pelo Museu Britânico.

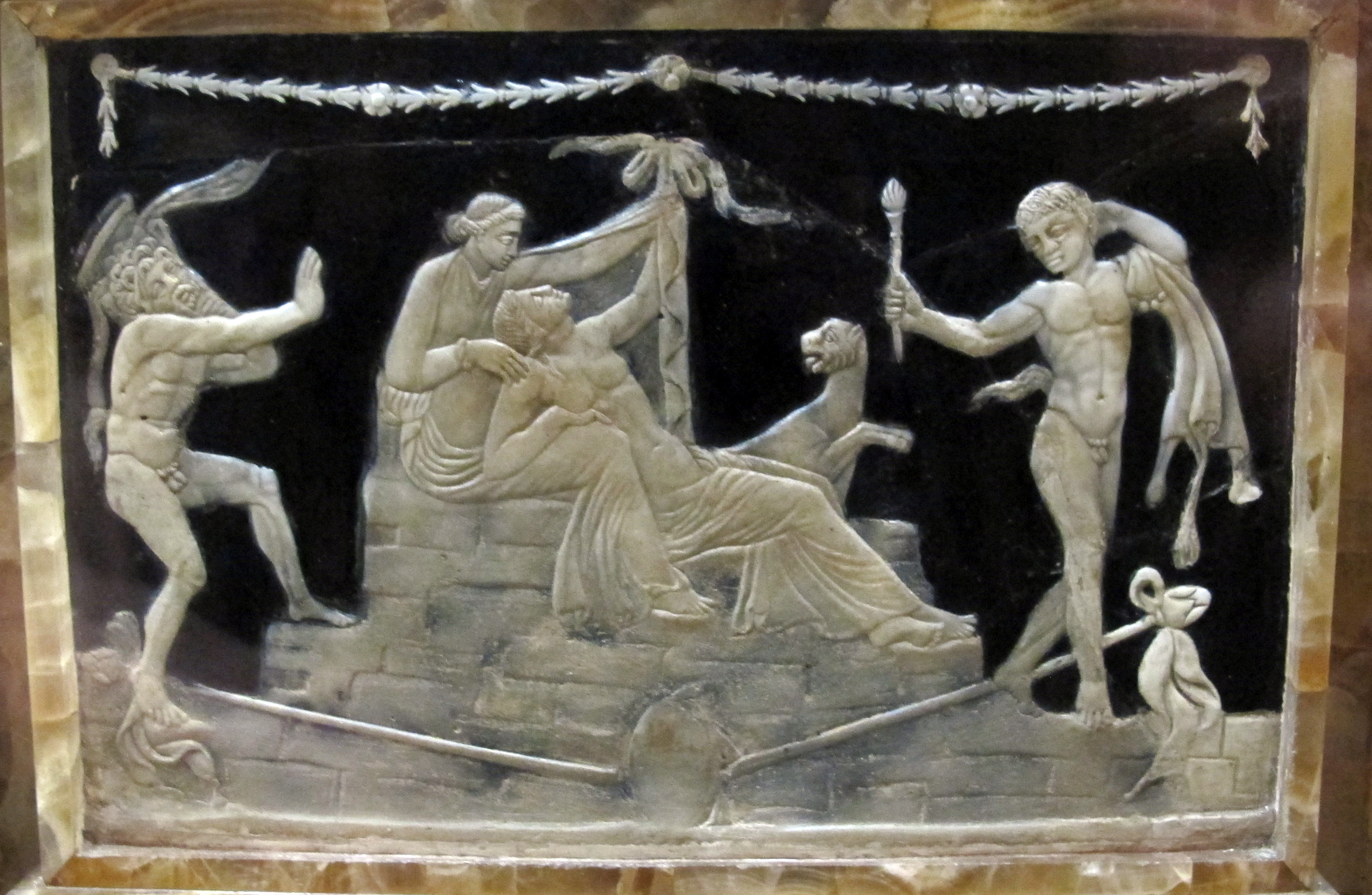
Grupo com Baco e Ariadne da época júlio-claudiana. Montagem de Valadier (1780-1785), no Louvre

Já em meados do século XVIII, os preços das gemas esculpidas já haviam atingido um patamar tão alto que as coleções só podiam ser mantidas pelos muito ricos; coleções menores tinham que ser de moldes de gesso, um hábito muito popular, ou comprando um dos muitos catálogos ricamente ilustrados de coleções que eram regularmente publicados. A coleção de Catarina, a Grande, está preservada no Museu Hermitage, incluindo as gemas que ela adquiriu da Coleção Orléans. Luís XIV da França contratou Dominique Vivant para juntar uma coleção para a Madame Pompadour.
Ainda no século XVIII, aristocratas britânicos conseguiram vencer a competição contra agentes de colecionadores reais no continente ajudados por comerciantes especializados como o conde Antonio Maria Zanetti e Philipp von Stosch. Zanetti viajava por toda a Europa atrás de gemas escondidas em coleções privadas para aristocratas britânicos que ele tutorava no assunto; sua própria coleção foi descrita por A.F. Gori em uma obra ilustrada com oitenta lâminas de gravuras desenhadas a partir de seus próprios desenhos. O barão Philipp von Stosch (1691–1757), um prussiano que viveu em Roma e depois em Florença, era um grande colecionador e também um grande comerciante de gemas esculpidas: "ocupado, inescrupuloso e um espião para a Inglaterra na Itália nas horas vagas". Entre seus contemporâneos, Stosch deixou sua marca mais duradoura com a obra "Gemmæ Antiquæ Cælatæ" (Pierres antiques graveés; 1724), na qual as gravuras de Bernard Picart reproduziram setenta pedras duras esculpidas antigas de coleções europeias, especialmente ônix, jaspe e cornalina. Ele também encorajou Johann Lorenz Natter (1705–1763), a quem Stosch encarregou de copiar antigas gemas esculpidas em Florença. Frederico, o Grande, da Prússia, comprou a coleção de Stosch em 1765 e construiu o Templo Antigo no parque do Palácio Sanssouci para abrigar sua própria coleção de esculturas, moedas e mais de 4 000 gemas, incluindo a nova aquisição. Todas elas fazem parte da Antikensammlung Berlin atualmente.
A coleção de Joseph Smith, cônsul britânico em Veneza, foi comprada pelo rei Jorge III da Inglaterra e é parte da Coleção Real Britânica. As coleções de Charles Towneley, Richard Payne Knight e Clayton Mordaunt Cracherode foram compradas pelo ou deixadas como herança ao Museu Britânico, dando início à sua coleção, hoje considerada uma das mais importantes do mundo. Mas a mais famosa coleção inglesa foi a formada por 4.º duque de Marlborough (1739–1817), "que o duque mantinha em seu quarto e usava como fuga de sua extremamente ambiciosa esposa, sua irmã ocupadíssima e seus muitos filhos". Esta coleção abrangia coleções menores antes propriedade dos Gonzagas de Mântua (e depois do Lorde Arundel), o 2º earl de Bessborough e o irmão do Lorde Chesterfield, que alertou seu próprio filho em uma de suas cartas contra "dias perdidos admirando intaglios imperceptíveis e camafeus". A coleção, incluindo seu mais famoso camafeu, a "Gema Marlborough", que representa uma iniciação Cupido e Psiquê, foi dispersada depois de uma venda em 1899, ocorrida numa data afortunada para os recém-inaugurados museus norte-americanos. Estas gemas ainda são o coração da coleção do Metropolitan Museum of Art, em Nova Iorque, e de outros museus; o maior grupo ainda reunido está no Walters Art Museum, em Baltimore, e contém cerca de cem gemas.
O príncipe Stanisław Poniatowski (1754–1833) "encomendou cerca de 2 500 gemas e encorajou a crença de que elas seriam, na realidade, antigas". Ele presenteou um conjunto de 419 moldes de gesso de sua coleção ao rei da Prússia, que formam a "Daktyliothek Poniatowski" em Berlim, onde elas foram reconhecidas como sendo modernas em 1832, especialmente por que as assinaturas de artistas antigos de épocas muito diferentes foram encontradas em gemas num estilo consistente demais.

## Artistas

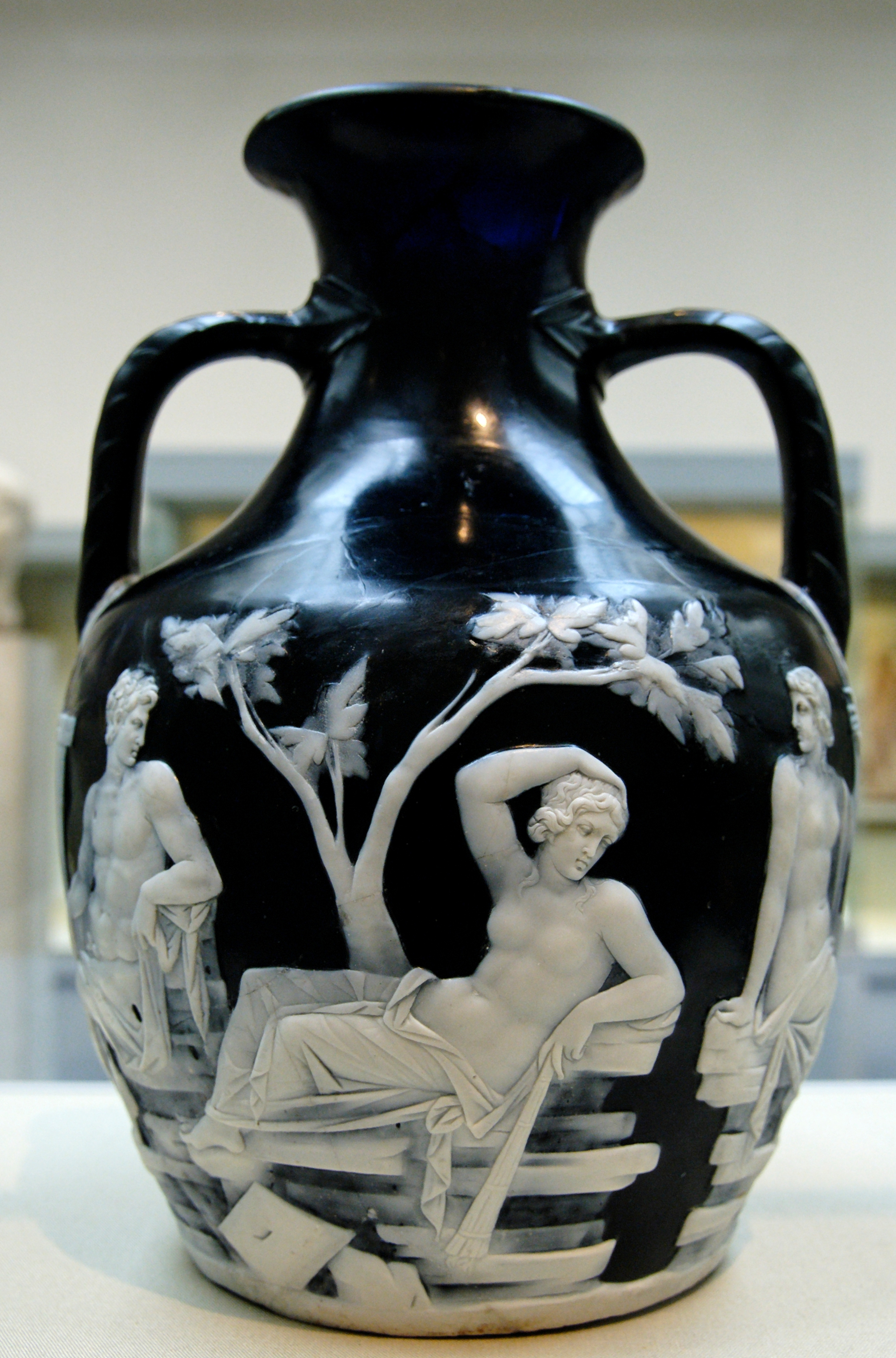
Vaso de Portland, no Museu Britânico

Como na maioria dos casos da arte antiga, não são muitos os nomes de artistas conhecidos a partir de fontes literárias, apesar de algumas gemas terem sido assinadas. Segundo Plínio, Pirgoteles era o único artista com permissão de gravar gemas para os sinetes de Alexandre, o Grande. A maioria dos artistas romanos mais famosos eram gregos, como Dioscúrides, que acredita-se ter sido o autor da Gema Augusteia. Ele também é registrado como tendo sido o escultor do par de anéis-sinete idênticos de Augusto — que eram cuidadosamente controlados, pois permitiam que ordens fossem emitidas em nome do imperador pelos seus aliados mais próximos. Outras assinadas por ele sobreviveram (provavelmente mais do que as que podem ser consideradas genuínas) e sabe-se que seu filho Hyllos também era um escultor de gemas.
A família Anichini era formada pelos principais artistas de Veneza nos séculos XV e XVI. Muitos artistas renascentistas sem dúvida mantinham suas atividades em segredo, pois a maioria passava suas obras adiante como sendo antiguidades. Entre outros escultores de gemas especializados estavam Giovanni Bernardi (1494–1553), Giovanni Jacopo Caraglio (c. 1500–1565), Giuseppe Antonio Torricelli (1662–1719), o ítalo-germânico Anton Pichler (1697–1779) e seus filhos Giovanni e Luigi, e o anglo-norueguês Charles Christian Reisen (1680–1725). Além disto, escultores em geral também trabalhavam ocasionalmente em gemas ou tinham alguém em suas oficinas que o faziam. Leone Leoni afirmou que ele, pessoalmente, passou dois meses trabalhando num camafeu dupla-face com os retratos de Carlos V do Sacro Império Romano-Germânico, sua esposa e filho.
O escocês James Tassie (1735–1799) e seu sobrinho William (1777–1860) desenvolveram métodos para tomar impressões rígidas de gemas antigas e também para moldar novos desenhos a partir de cera esculpida em esmalte, o que permitiu um imenso salto na produção do que de fato eram imitações de gemas esculpidas. O mais completo catálogo de suas impressões (conhecidas como "Gemas Tassie") foi publicado em 1791 e ostentava 15 800 itens. Há coleções completas destas impressões no Hermitage, no Victoria & Albert Museum, em Londres, e em Edinburgo. Outros tipos de imitação entraram na moda feminina através de broches, como os camafeus cerâmicos de Josiah Wedgwood em cerâmica jaspe (jasperware). As gemas esculpidas saíram definitivamente da moda por volta da década de 1860, talvez parcialmente por causa da crescente percepção de que uma grande quantidade destas gemas não eram o que pareciam ser por parte dos colecionadores. Entre os últimos entusiastas estava James Robertson, que praticava a nascente arte da fotografia. Talvez o melhor escultor de gemas do século XX, trabalhando num estilo moderno, seja o artista britânico Ronald Pennell.

## Estudiosos
Gemas passaram a ser um tópico favorito de antiquários a partir do Renascimento, culminando na obra de Philipp von Stosch descrita acima. Grandes progressos na compreensão das gemas gregas foram feitos por Adolf Furtwängler (1853–1907), pai de Wilhelm Furtwängler. Entre os estudiosos mais recentes, Sir John Boardman (n. 1927) é especialmente notável, também concentrado em gemas gregas.

## Imitações
O vidro camafeu foi inventado pelos romanos por volta de 30 a.C. para imitar os camafeus gravados em pedra dura, com a vantagem de camadas consistentes de cores podiam ser facilmente alcançadas mesmo em vasilhames redondos, o que era impossível com gemas naturais. Contudo, era muito difícil de fabricar e peças sobreviventes, como o famoso Vaso de Portland, são de fato muito mais raros que os camafeus em pedra dura. A técnica foi reavivada no século XVIII e especialmente no século XIX na Inglaterra e em outros países e foi utilizada de forma mais efetiva na vidraçaria Art Noveau francesa, que não tentou seguir estilos clássicos.
Uma mania derivada da moda das gemas esculpidas foi uma espécie de porcelana levemente translúcida e de textura fina chamada cerâmica jaspe, desenvolvido por Josiah Wedgwood e já bastante aperfeiçoado em 1775. Apesar da cerâmica branca sobre fundo azul tenha sido a forma mais familiar da linha cerâmica de Wedgwood, ainda em produção atualmente e amplamente imitada desde meados do século XIX, peças de branco em fundo preto também foram produzidas. Wedgwood criou notáveis cópias em cerâmica jaspe do Vaso de Portland e da Gema Marlborough, uma famosa cabeça de Antínoo, e reproduziu em cerâmica jaspe moldes de antigas gemas feitos por James Tassie. Os desenho neoclássicos de John Flaxman para a cerâmica jaspe foram executados num relevo extremamente baixo típico da produção de camafeus. Algumas outras porcelanas imitavam os camafeus em três camadas de cores puramente através de tinta, mesmo em objetos tão implausíveis como uma bandeja de chá plana de Sèvres de 1840.